# Arhopala woodii
Arhopala woodii är en fjärilsart som beskrevs av Ollenbach 1921. Arhopala woodii ingår i släktet Arhopala och familjen juvelvingar. Inga underarter finns listade i Catalogue of Life.